# Sierra Leone ai Giochi della XXX Olimpiade
La Sierra Leone ha partecipato ai Giochi della XXX Olimpiade di Londra, che si sono svolti dal 27 luglio al 12 agosto 2012, con una delegazione di 2 atleti.

## Atletica leggera
Maschile
| Atleta        | Gara  | Batterie | Batterie | Quarti | Quarti | Semifinali      | Semifinali      | Finale          | Finale          |
| Atleta        | Gara  | Tempo    | Pos.     | Tempo  | Pos.   | Tempo           | Pos.            | Tempo           | Pos.            |
| ------------- | ----- | -------- | -------- | ------ | ------ | --------------- | --------------- | --------------- | --------------- |
| Ibrahim Turay | 200 m | 21.90    | 8        | N.D.   | N.D.   | Non qualificato | Non qualificato | Non qualificato | Non qualificato |

Femminile
| Atleta    | Gara           | Qualificazioni | Qualificazioni | Finale          | Finale          |
| Atleta    | Gara           | Misura         | Pos.           | Misura          | Pos.            |
| --------- | -------------- | -------------- | -------------- | --------------- | --------------- |
| Ola Sesay | Salto in lungo | 6.22           | 23             | Non qualificata | Non qualificata |